# Bartłomiej z Radomia
Bartłomiej z Radomia (ur. 1400, zm. 1450) – rektor Uniwersytetu Jagiellońskiego w latach 1444–1445.

## Życiorys
Urodził się w 1400 roku. W 1444 roku objął funkcję rektora Uniwersytetu Jagiellońskiego. Funkcję tę przestał pełnić w 1445 roku. Zmarł w 1450 roku.